# Поднятая целина (фильм, 1939)
«Поднятая целина» — советский чёрно-белый художественный фильм, экранизация первой части романа М. А. Шолохова. Фильм повествует о проведении коллективизации на Дону, проходящей в острых противоречиях и трудностях. Премьера фильма состоялась 5 мая 1940 года. Режиссер фильма: Юлий Райзман, в главных ролях заняты артисты: Борис Добронравов — Давыдов, Михаил Болдуман — Нагульнов, Владимир Дорофеев — дед Щукарь, Александр Хованский — Майданников.

## Сюжет
В фильме «Поднятая целина» экранизирована первая часть романа Михаила Александровича Шолохова «Поднятая целина» о коллективизации 1930-х годов на Дону. В январе 1930 года на хутор Гремячий Лог проводить коллективизацию приезжает  коммунист-двадцатипятитысячник, бывший моряк и бывший работник Ленинградского завода Семён Давыдов. В хуторе он знакомится с Макаром Нагульновым, руководителем местной партячейки, и с председателем гремячинского сельсовета Андреем Размётновым. Члены партии созывают собрание гремяченского актива и бедноты. Присутствующие на собрании хуторяне записываются в колхоз и намечают тех, кого надо раскулачивать.  Зажиточные хуторяне в колхоз не стремятся. В конце февраля запись в колхоз прекращается. На хуторе начинает действовать вражеская сила: недовольные коллективизацией тайно собираются, чтобы обсудить, как ей препятствовать. 
Из центра на хутор поступает распоряжение ускорить коллективизацию, по темпам которой соседние районы Гремячий Лог обогнали.
Несмотря на чинимые препятствия, на хуторе был создан Гремячинский колхоз. Собрание колхозников утвердило председателем колхоза коммуниста Давыдова, а завхозом — Островнова. В дальнейшем им пришлось бороться с недоверием и вредительством «середняков», бесхозяйственностью хуторян. В фильме показан первый выход колхозников в поля, которые обрабатываются вручную, а боронуются быками.
Фильм кончается сообщением, что по прошествии одного-двух лет на полях колхоза появились машины, о которых мечтал дед Щукарь. В финальной сцене трактора едут по полю под музыку композитора Георгия Свиридова.

## В ролях
- Борис Добронравов — Давыдов
- Михаил Болдуман — Нагульнов
- Любовь Калюжная — Лушка
- Владимир Дорофеев — дед Щукарь
- Александр Хованский — Майданников
- Сергей Блинников — Банник
- М. Смирнов — Любишкин
- Николай Хрящиков — Разметнов
- Александр Хохлов — Половцев
- Гавриил Белов — Островнов
- Фёдор Селезнев — Атаманчуков
- Елена Максимова — Маланья Атаманчукова
- Михаил Дагмаров — Фрол Дамасков
- Александр Пелевин — Тимофей Дамасков
- Леонид Волков — секретарь Райкома
- Освальд Глазунов — Представитель Крайкома

## Съёмочная группа
- Сценарий: Михаил Шолохов, Сергей Ермолинский
- Режиссёр: Юлий Райзман
- Операторы: Леонид Косматов, В. Николаев
- Художники: Владимир Егоров, М. Тиунов, Владимир Камский
- Композитор: Г. Свиридов